# The Palace (2023)
The Palace ist eine schwarze Komödie von Roman Polański, die Anfang September 2023 bei den Internationalen Filmfestspielen in Venedig ihre Premiere feierte und Ende September 2023 in die italienischen Kinos kam. Der Kinostart in Deutschland war Mitte Januar 2024. Im Film kommen zu Silvester 1999 im titelgebenden Palace Hotel wohlhabende und verwöhnte Gäste aus aller Welt zusammen, um gemeinsam den Jahreswechsel zu verbringen.

## Handlung
Jedes Jahr aufs Neue empfängt das luxuriöse Palace Hotel zum Jahreswechsel wohlhabende und verwöhnte Gäste aus aller Welt in der gotischen und märchenhaften Atmosphäre eines Schlosses, das zu Beginn des 20. Jahrhunderts entworfen wurde und mitten in einem schneebedeckten Tal in der Schweiz liegt. Auch am Vorabend des Jahres 2000 haben sich zahlreiche Gäste zu einem unwiederholbaren Ereignis versammelt. Eine Schar von Kellnern, Trägern, Köchen und Rezeptionisten kümmert sich um deren Bedürfnisse. Vor der Ankunft der Gäste inspiziert der engagierte fünfzigjährige Manager Hansueli das Personal. Zwar stehe der Beginn des neuen Jahrtausends bevor, nicht aber das Ende der Welt, schwört er seine Mitarbeiter ein.

## Produktion

### Regie und Drehbuch
Regie führte Roman Polański, der gemeinsam mit Ewa Piaskowska und Jerzy Skolimowski auch das Drehbuch schrieb. Piaskowska hatte zuvor die Drehbücher für Skolimowskis Filme EO, Vier Nächte mit Anna und Essential Killing mitverfasst.

### Besetzung und Dreharbeiten

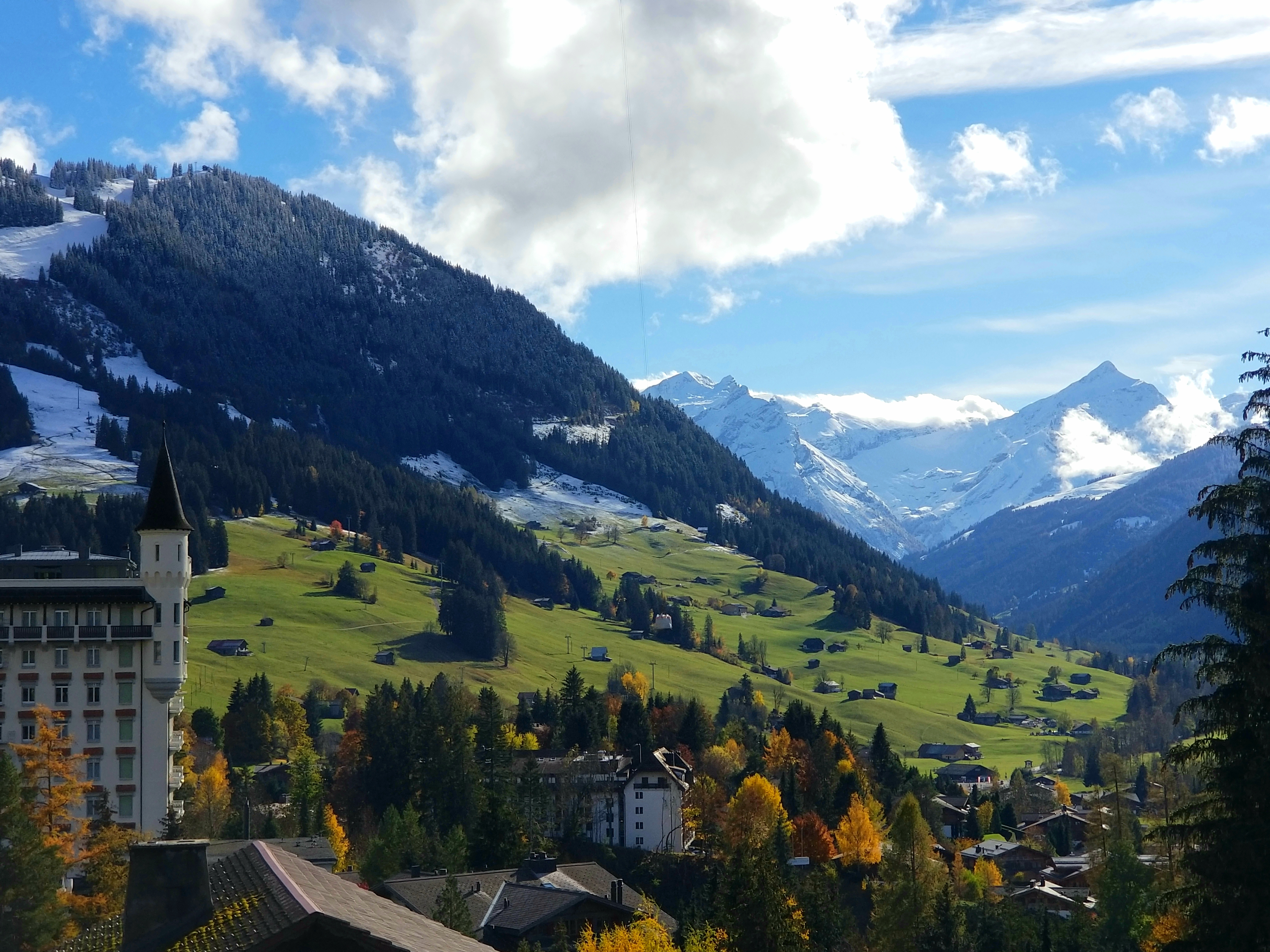
Die Dreharbeiten fanden im Frühjahr 2022 im titelgebenden Palace Hotel in Gstaad statt

In den Hauptrollen sind der US-Amerikaner Mickey Rourke als Bill Crush, der Portugiese Joaquim de Almeida als der plastische Chirurg Dr. Lima, der Brite John Cleese als der 97-jährige, texanische Plutokrat Arthur William Dallas III., die Französin Fanny Ardant als Constance Rose Marie de La Valle und der deutsche Schauspieler Oliver Masucci als Hotelmanager Hansueli Kopf zu sehen. Bronwyn James spielt Magnolia, die 22-jährige Ehefrau von Dallas, die gemeinsam im Palace Urlaub machen. Der uruguayisch-italienische Film- und Theaterschauspieler Luca Barbareschi ist in der Rolle des pensionierten Pornostars Bongo zu sehen, und der schweizerisch-tschechische Film- und Theaterschauspieler Danny Exnar in der Rolle von Mr. Crushs unehelichem Sohn Vaclav. Sydne Rome spielt nach Was? (1972), wo sie die Hauptrolle verkörpert hatte, zum zweiten Mal in einem Film von Roman Polański.
Die Dreharbeiten fanden von Mitte März bis Ende Mai 2022 in Gstaad statt, einem Dorf im Berner Oberland in der Schweiz. Hauptdrehort war das titelgebende Hotel Gstaad Palace. Das 1913 eröffnete Hotel ist ein Tummelplatz für die Reichen, Berühmten und Adligen. Kameramann war, wie bei den meisten früheren Filmen von Polanski, Paweł Edelman.

### Filmmusik und Veröffentlichung
Die Filmmusik komponierte der französische Oscar-Preisträger Alexandre Desplat. Er hatte mit dem Regisseur zuletzt für Nach einer wahren Geschichte und Intrige zusammengearbeitet.
Der Film sollte am 6. April 2023 in die italienischen Kinos kommen. Später wurde der dortige Start auf den 28. September 2023 verschoben. Der erste Trailer wurde Ende August 2023 vorgestellt. Am 2. September 2023 feierte The Palace bei den Internationalen Filmfestspielen in Venedig seine Premiere. Anfang Oktober 2023 wurde er beim Zurich Film Festival gezeigt. Der Kinostart in Deutschland erfolgte am 18. Januar 2024.

## Rezeption
Der Film wurde von den Kritikern durchweg negativ beurteilt, als ein absolutes Debakel und meist als Roman Polańskis schlechtester Film beschrieben, bei Rotten Tomatoes konnte er keinen der 14 Kritiker überzeugen und erhielt eine durchschnittliche Bewertung von 2,8 von 10.
Simon Eberhard von outnow.ch schreibt in seiner Kritik, zwar wären bei The Palace die besten Voraussetzungen für einen guten Film gegeben gewesen mit bekannten Namen wie Mickey Rourke, Fanny Ardant oder Oliver Masucci, und der Film hätte eine amüsante Chaoskomödie mit vielen herumwuselnden Charakteren im Stil von Le sens de la fête oder My Big Night werden können, doch leider passe abgesehen von den teilweise peinlich-plumpen Pointen nicht viel zusammen. Optisch uninteressant erinnere The Palace eher an einen ZDF-Fernsehfilm als an das Werk eines renommierten Regisseurs. Auch das Drehbuch sei nicht auf der Höhe und führe Charaktere ein, ohne danach deren Geschichte weiterzuspinnen. Zudem fehle es an Tempo und Dramatik, die für einen Film dieses Genres so wichtig wären.